# 況國奇
況國奇（15世紀—16世紀），字子常，江西南昌府奉新縣從善鄉人，明朝政治人物。

## 生平
況國奇是嘉靖十九年（1540年）庚子科順天鄉試第二十二名舉人，授句容知縣，當地有豪強犯法，他按法懲治，對方卻以流言中傷使他被降職，他亦自行遂投劾歸鄉，杜門不入城市者十多年，因病去世。

## 引用
1. 1 2  同治《奉新縣志·卷九·人物志二 舉人》：明……（嘉靖）十九年庚子……況國奇 字子常，從善鄉人，授南直句容知縣，有豪強犯法，國奇按治之，事急反以飛語誣國奇，坐左遷，國奇遂投劾歸，杜門養晦，足跡不入城市者十餘年，以疾終。